# 飯島三郎右衛門
飯島三郎右衛門（いいじま さぶろうえもん、? - 慶長20年5月6日（1615年6月2日））は安土桃山時代から江戸時代初期の河内国高井田の富裕農民。父の太郎右衛門も富裕農民で、一時は武士であった。
大坂の陣で木村重成の軍に参加する。生まれ育った中河内の道案内を行ったことが知られる。また、武士になる志を持っており、幼年期より弓術や槍術を学んで、弓術は「心得あり」といわれるまでになったという。若江の戦いで、山口重信と戦って討死した。
墓は現在の大阪府東大阪市岩田町にある。一説には三好長慶や織田信長にも仕えたというが、年齢などから推測するに、父・太郎右衛門の事跡がまぎれたものと思われる。